# Redősszárnyú darazsak

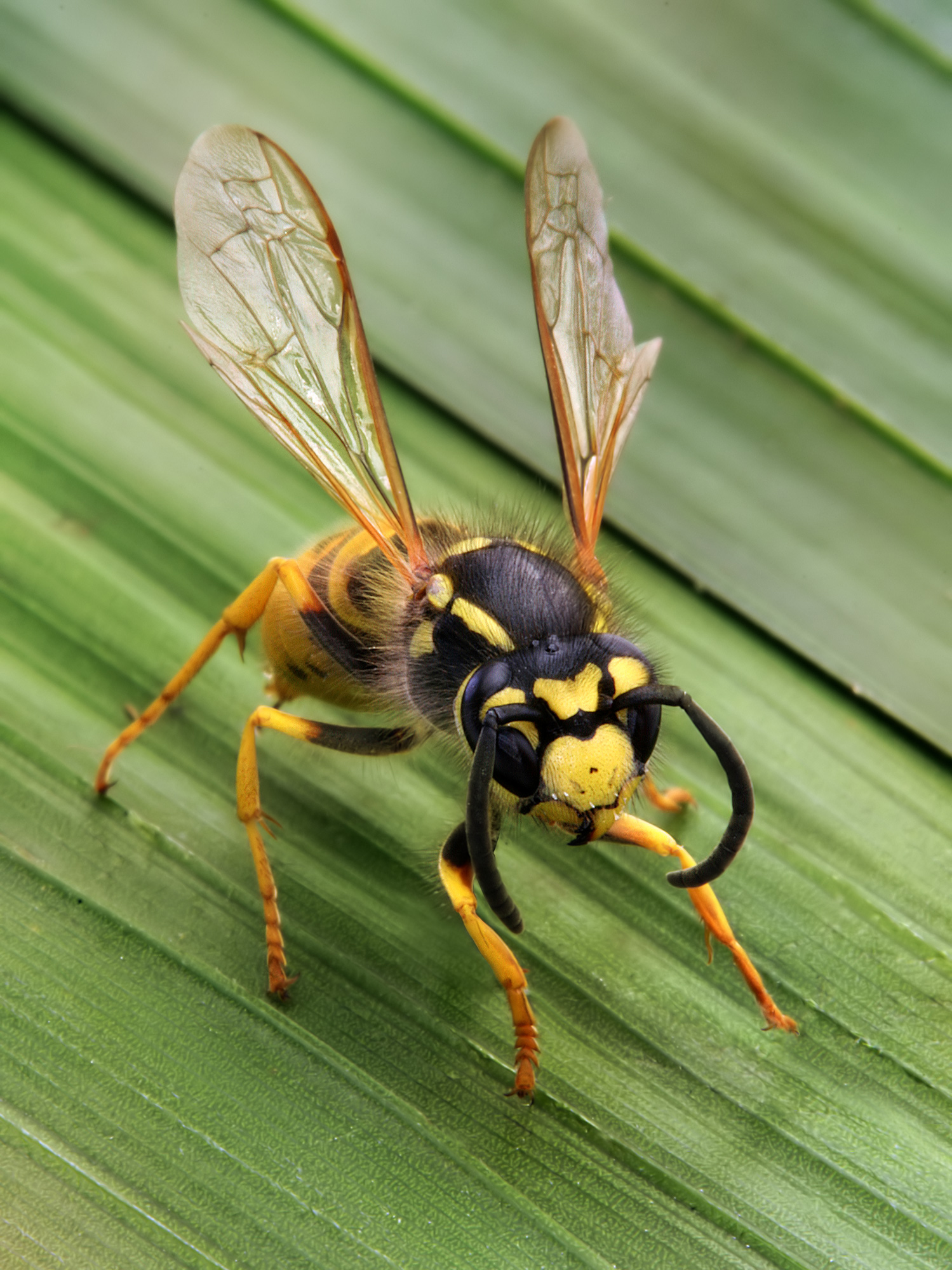
Német darázs (Vespula germanica)

A redősszárnyú darazsak (Vespidae) a hártyásszárnyúak rendjének egyik családja, melyet egyes szerzők valódi darazsak néven említenek. A hétköznapi értelemben vett darazsak néven rendszerint az ebbe a családba tartozó fajokat értjük.

## Rendszerezés
A családba az alábbi alcsaládok tartoznak:
- Eumeninae
- Euparagiinae
- mézevő redősszárnyúdarazsak (Masarinae)
- Polistinae
- Stenogastrinae
- Vespinae

A társas redősszárnyú-darazsak elnevezés a Polistinae (pl. déli papírdarázs) és a Vespinae (pl. lódarázs és német darázs) alcsaládokat foglalja egybe. Vannak szerzők, akik ezeket értik valódi darazsak alatt. A többi alcsalád fajai csaknem kivétel nélkül magányos darazsak, nem társasak. Az Eumeninae (gömböcdarazsak és kürtősdarazsak) alcsaládra például teljes egészében ráillik a magányos redősszárnyúdarazsak elnevezés.

## Megjelenésük
Néhány centiméteres, általában sárga-fekete csíkokkal mintázott rovarok. Nyugalomban szárnyukat hosszában összehajtva tartják a test két oldalán. Legtöbbjük társas állat, kolóniáik fajonként a társas viselkedés és életmód kialakulásának különböző fázisait mutatják. A fullánkjukkal mérget fecskendeznek ellenségeikbe. Közeli rokonai a méheknek, a többi fullánkossal együtt a hangyáknak is. Fészkeiket faodvakban, földi lyukakban, vagy akár épületekben (pl. padláson) építik. A nőstények, melyek képesek a reprodukcióra, a szaporodási időszak végén bújnak ki a sejtekből.

## Életmódjuk
A kolóniában egy királynő és sok (akár több ezer) dolgozó lakik. A darázscsalád igen mozgalmas életet él napközben, de szürkületkor behúzódnak a fészekbe, és ott éjszakáznak. Az embert is megtámadhatják, ha veszélyeztetve érzik magukat általa. Ha megpróbáljuk elkergetni; hadonászunk, csak rontunk a helyzeten. A legveszélyesebb hazai rovarfaj a lódarázs (Vespa crabro), fészkének megbolygatására a kolónia életveszélyes támadással reagál.
Nem minden darázs él társadalomban, vannak ugyanis magányos darazsak. Ők termetre kisebbek, mint közösségi társaik, és fészküket elsősorban növények száraiban alakítják ki. A fészekbe megbénított rovarokat hordanak, és ezekre petéznek rá. A később kikelő lárváik ezekből táplálkoznak.

## Szaporodásuk
Az áttelelő királynő tavasszal felébred, elkezdi a fészeképítést, és az első dolgozókat maga neveli fel. A kikelő dolgozók utána átveszik az utódok gondozásának, a fészek továbbépítésének és a táplálékszerzésnek a tennivalóit; a királynő ezután csak petéket rak. A fészkek 10–80 cm átmérőjűek lehetnek, s egy-egy fészekben több ezer darázs is tartózkodhat. A fészkek sejtek sorozatából állnak, és mindegyik sejtbe egy-egy petét rak le. A lárvák másfél hónap alatt nőnek munkára, harcra kész dolgozókká, nagyjából júliusra. A darazsak több utódgenerációt hoznak a világra a telep élete alatt, mivel egyre nagyobb és nagyobb kell legyen a dolgozók száma.

## Veszélyeik

### „Darázscsípés[2]”
A darazsak nem „csípnek”, hanem szúrásukkal, fullánkjukon keresztül juttatják a méreganyagot áldozatukba, így az emberbe is. A szúrás során bejutott méreganyag bekerül a kötőszövetbe, és gyulladást okoz. A darázsszúrás helye megduzzad, fájdalommal, viszketéssel párosul. Amennyiben rosszullét jele mutatkozik, azonnal forduljunk orvoshoz! A darázsszúrás egyes emberekre nézve igen veszélyes, van, akinél olyan allergiás következményekkel jár, hogy csak az orvosi segítség mentheti meg az életét. Különösen veszélyes a szemen vagy nyakon ért darázsszúrás.
A méreganyag legnagyobb részét acetilkolin, valamint alacsony (hisztamin, dopamin, szerotonin, kinin, noradrenalin), továbbá nagy molekulatömegű anyagok, így enzimek (kolineszteráz, foszfolipáz-A és -B, hialuronidáz, proteáz) és poliszacharidok alkotják. Toxicitása a rovar táplálékától is függ, a fehérjét fogyasztóké a leginkább mérgező. A darázsszúrás tünetei:
Enyhe tünetek, egyetlen darázs szúrása allergiamentes emberen:
1. testszerte viszketés, bőrpír
2. 2-3 cm-es csalángöbök kialakulása

Súlyos tünetek, többszörös szúrás, vagy enyhe allergiás reakció:
1. sejt- és szövetkárosodás
2. bevérzés
3. vérnyomásesés
4. fokozott bélműködés
5. szédülés
6. ájulás
7. légzési nehézség
8. vérvizelés
9. bénulás
10. beszédkiesés

Életveszélyes állapot, súlyos allergiás reakció, anafilaxiás sokk:
1. szapora pulzus
2. kipirult bőr
3. alacsony vérnyomás (még fekve is)
4. csalánkiütés
5. fulladásérzés
6. szédülés
7. általános gyengeség érzése
8. halálfélelem
9. ziháló légzés
10. szem, fül, ajkak, nyelv és az arc duzzanata
11. vérnyomásesés miatti ájulás és eszméletvesztés
12. szívritmuszavar

### Kártevő
Egészségügyi kártevőnek minősül, mivel mikrobiológiailag az egyik legszennyezettebb élelmiszerlátogató. Mindenevő lévén bármilyen eredetű szerves hulladékra rászáll. Emellett szívesen laknak emberi otthonok közelében, és agresszíven védelmezik fészküket. Ezért a darázsfészkeket általában irtják. Közvetlen környezetünkben leggyakrabban a kecskedarázzsal és déli papírdarázzsal találkozhatunk.

## Érdekesség
Egy kutatás szerint a keleti lódarázs (Vespa orientalis) kültakarójába ágyazott xantopterin segítségével a fényt elektromos energiává alakítja, ami megmagyarázza, miért aktívabbak ezek a darazsak magasabb fényintenzitásnál. A fényenergia hasznosításának pontos biokémiai mechanizmusát még nem sikerült felderíteni, jelenleg ez az egyik aktív és fontos kutatási terület (Plotkin et al., Naturwissenschaften (2010) 97:1067–1076).

## Védekezés
Hogyan védekezzünk a darazsak ellen? Abban az esetben érdemes védekezni, ha sok darázs látogatja lakóhelyünket. Legegyszerűbb módja a védekezésnek, ha egyszerű csapdával megfogjuk őket. Vegyünk egy átlátszó műanyag palackot. Középmagasságban vágunk rá egy-két, kb. 1 cm átmérőjű lyukat, majd félig megtöltjük alkoholos folyadékkal (sör, bor, pálinka), majd kihelyezzük oda, ahol a legtöbb darázs van. Cukros víz is megteszi, de akkor kis ecetet is tegyünk bele a méhek védelmében. Ha megtelt döglött darazsakkal, a folyadékot újra lehet hasznosítani, de nem ajánlott több mint három alkalommal, mert fertőzésveszélyessé válik a benne elpusztult rovartetemek miatt az ember számára.